# Hrabstwo Hanson
Hrabstwo Hanson (ang. Hanson County) – hrabstwo w stanie Dakota Południowa w Stanach Zjednoczonych. Obszar całkowity hrabstwa obejmuje powierzchnię 435,64 mil² (1128,3 km²). Według szacunków United States Census Bureau w roku 2009 miało 3553 mieszkańców.
Hrabstwo powstało w 1873 roku. Na jego terenie znajdują się następujące gminy (townships): Beulah, Edgerton, Hanson, Jasper, Plano, Pleasant, Rosedale, Spring Lake, Taylor, Wayne, Worthen.

## Miejscowości
- Alexandria
- Farmer
- Fulton